# Latridae
A Latridae a sugarasúszójú halak (Actinopterygii) osztályának és a sügéralakúak (Perciformes) rendjéhez tartozó család.

## Rendszerezés
A családba az alábbi nemek és fajok tartoznak:
- Latridopsis
  - Latridopsis ciliaris
  - Latridopsis forsteri
- Latris
  - Latris hecateia
  - Latris lineata
- Mendosoma
  - Mendosoma lineatum